# Gorno-Badakhshan

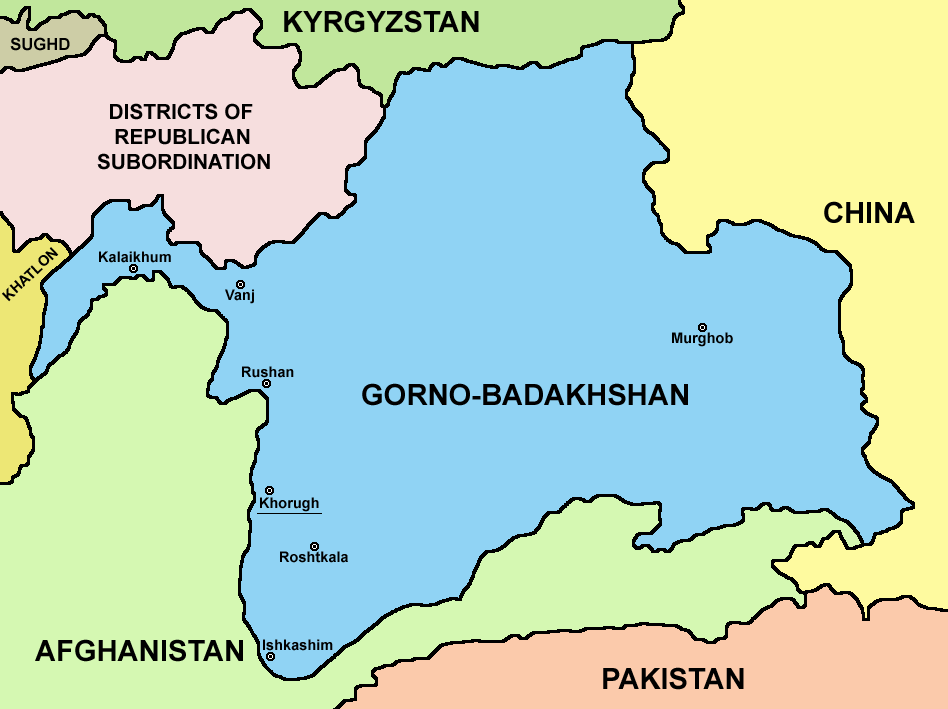

Tỉnh tự trị Gorno-Badakhshan (tiếng Tajik: Viloyati Mukhtori Kūhistoni Badakhshon, Вилояти Мухтори Кӯҳистони Бадахшон; tiếng Nga: Горно-Бадахшанская автономная область, Gorno-Badakhšanskaya avtonomnaya oblast) là một tỉnh đồi núi nằm ở phía đông của Tajikistan. Tỉnh nằm trên dãy núi Pamir và chiếm 45% diện tích đất đai của đất nước song lại chỉ chiếm 3% về mặt dân số.
Tên tiếng Tajik Kuhistoni Badakhshon, nay là tên chính thức của tỉnh, biểu thị ý nghĩa Badakhshan Đồi núi, tương đương với Gorno-Badakhshan, bắt nguồn từ Gornîy Badakhšan (Горный Бадахшан) trong tiếng Nga.

## Lịch sử
Trước năm 1895, khu vực mà nay là tỉnh Gorno-Badakhshan bao gồm một số tiểu quốc bán tự trị khác nhau, như Darwaz, Shughnun-Rushan và Wakhan, họ cai trị những vùng lãnh thổ mà nay là một phần của tỉnh Gorno-Badakhshan tại Tajikistan và tỉnh Badakhshan tại Afghanistan. Khu vực này từng là nơi Trung Quốc cùng với đế quốc Nga và Tiểu vương quốc Afghanistan tuyên bố chủ quyền. Thế lực cai trị Trung Quốc lúc bấy giờ là Nhà Thanh đã tuyên bố kiểm soát toàn bộ dãy núi Pamir, song quân Thanh chỉ kiểm soát được các đèo ở ngay phía đông của trấn Tashkurgan. Trong thập niên 1890, các chính quyền Trung Quốc, Nga và Afghanistan đã ký một loạt các thỏa thuận mà trong đó đã phân chia Badakhshan, song Trung Quốc tiếp tục tranh cãi về vấn đề biên giới cho đến khi một hiệp định biên giới được ký kết vào năm 2002 giữa họ và chính phủ Tajikistan.
Tỉnh tự trị Gorno-Badakhshan được thành lập vào tháng 1 năm 1925. Tỉnh gắn liền với CHXHCN Xô viết Tajikistan sau khi nước cộng hòa này được thành lập vào năm 1929. Trong thập niên 1950, các cư dân bản địa của Gorno-Badakhshan, bao gồm nhiều người Pamir, đã bị cưỡng bức di dời đến tây nam Tajikistan. Gorno-Badakhshan tiếp nhận một số lãnh thổ của tỉnh Gharm khi vùng lãnh thổ này bị giải thể vào năm 1955.
Khi nội chiến nổ ra tại Tajikistan vào năm 1992, chính quyền địa phương tại Gorno-Badakhshan đã tuyên bố độc lập khỏi Cộng hòa Tajikistan. Trong nội chiến, nhiều người Pamir đã trở thành mục tiêu của các nhóm kình địch và Gorno-Badakhshan trở thành một thành trì của hoạt động chống đối. Sau đó, chính quyền Gorno-Badakhshan từ bỏ lời tuyên bố độc lập. Gorno-Badakhshan vẫn là một tỉnh tự trị bên trong thành phần của Tajikistan.
Năm 2012, khu vực đã chứng kiến một loạt các cuộc đụng độ giữa quân đội Tajikistan và các chiến binh trung thành với cựu quân phiệt Tolib Ayombekov sau khi người này bị buộc tội giết chết một Thiếu tướng Ủy ban an ninh quốc gia Abdullo Nazarov.

## Địa lý và hành chính
Huyện Darvoz là 'mỏ' phía tây của tỉnh. Tây-trung Gorno-Badakhshan chủ yếu là một loạt các dãy núi phân cách bởi thung lũng của các sông đổ vào sông Panj. Các quận được phân chia tương ứng với các thung lũng sông. Huyện Murghob chiếm nửa phía đông của tỉnh và phần lớn là một cao nguyên hoang vắng với các ngọn núi cao ở phía tây.
- Huyện Darvoz (cực tây, bắc)
- Huyện Vanj (tây, bắc)
- Huyện Rushon (tây, trung)
- Huyện Shughnon (tây, trung)
- Huyện Roshtqal'a (tây, nam)
- Huyện Ishkoshim (tây, cực nam)
- Huyện Murghob (hai phần ba phía đông)

Gorno-Badakhshan chiếm toàn bộ phần phía đông của đất nước và có ranh giới phía đông giáp với Khu tự trị Tân Cương của Trung Quốc, ở phía tây và nam giáp với tỉnh Badakhshan của Afghanistan, và ở phía bắc giáp với tỉnh Osh của Kyrgyzstan. Bên trong Tajikistan, phần phía tây của tỉnh giáp với Các huyện trực thuộc Cộng hòa (RRP) và mũi tây nam của tỉnh (huyện Darvoz) giáp với tỉnh Khatlon. Các ngọn núi cao nhất của Gorno-Badakhshan là Pamirs (núi Imeon cổ), và ba trong năm đỉnh núi cao trên 7.000 mét tại vùng Trung Á của Liên Xô trước đây nằm trên địa bàn tỉnh, bao gồm đỉnh Ismail Samani (trước đây là đỉnh Cộng sản) (7.495 m), đỉnh Ibn Sina (trước đây là đỉnh Lenin) (7.134 m, trên biên giới với Kyrgyzstan), và đỉnh Korzhenevskaya (7.105 m).

## Nhân khẩu
Dân số của Gorno-Badakhshan tăng từ 160.900 lên 206.000 giữa hai cuộc điều tra vào năm 1989 và 2000. Dân số vào tháng 1 năm 2008 được ước tính là 218.000 người. Theo Ủy ban Thống kê Nhà nước Tajikistan, dân tộc chính tại Gorno-Badakhshan là người Pamir. Bộ phận dân cư còn lại là người Kyrgyz và các sắc tộc khác. Thành phố lớn nhất tại Gorno-Badakhshan là Khorugh, với 29.000 cư dân (ước tính năm 2008); đô thị lớn thứ hai là Murghab, với khoảng 4.000 cư dân.
Gorno-Badakhshan là quê hương của một số ngôn ngữ và phương ngữ riêng biệt của nhóm ngôn ngữ Pamir. Những ngôn ngữ của nhóm Pamir được nói tại Gorno-Badakshan gồm tiếng Shughni, tiếng Rushani, tiếng Wakhi, tiếng Ishkashimi, tiếng Sarikol, tiếng Bartangi, tiếng Khufi, Yazgulyam và tiếng Oroshani. Tiếng Vanji, trước đây được nói tại thung lũng sông Vanj, đã biến mất vào thế kỷ 19.
Có một con số khá lớn những người nói tiếng Kyrgyz tại huyện Murghob. Tiếng Nga và tiếng Tajik cũng được sử dụng rộng rãi trên khắp tỉnh. Tôn giáo chính của Gorno-Badakhshan là Hồi giáo Shia và tôn trọng Aga Khan là điều phổ biến.

## Giao thông
Chỉ có hai còn đường đi lại một cách dễ dàng kết nối Gorno-Badakhshan với thế giới bên ngoài, Khorog-Osh và Khorog-Dushanbe, và hai đều là phân đoạn của xa lộ Pamir. Một phần ba tuyến đường từ Khorog đến Tashkurgan tại Trung Quốc qua đèo Kulma rất gồ ghề. Gorno-Badakhshan tách biệt với Gilgit Baltistan qua một nơi hẹp song gần như không thể đi qua là hành lang Wakhan. Con đường khác dẫn từ Khorog đến Wakhan và qua biên giới Afghanistan.